# Ikue Mori
Ikue Mori (en japonais もりいくえ), née le 17 décembre 1953 à Tokyo, est une compositrice de musique électroacoustique d'origine japonaise. Elle s'installe en 1977 à New York, aux États-Unis.
Elle coécrit plusieurs CD avec entre autres John Zorn et Mike Patton.

## Discographie

### Solo
- 2007 : Bhima Swarga
- 2005 : Myrninerest
- 2001 : Labyrinth
- 2000 : One Hundred Aspects of the Moon
- 1998 : B/Side
- 1996 : Garden
- 1995 : Painted Desert
- 1993 : Hex Kitchen

### Contributions
- 2017 : Highsmith avec Craig Taborn
- 2008 : Orra Phantom Orchard duo avec Zeena Parkins
- 2007 : Drunken Forest Death Ambient de Fred Frith et Hideki Kato.
- 2007 : Lonelyville de Sylvie Courvoiser Quintet.
- 2006 : Albert de Mark Nauseef et Sylvie Courvoiser.
- 2005 : Raw de Haco et Aki Onda.
- 2004 : Phantom Orchard de Zeena Parkins.
- 2004 : Electric Masada avec le JOHN ZORN'S ELECTRIC MASADA.
- 2004 : Hemophiliac avec John Zorn et Mike Patton.
- 2004 : Mefista Entomological Reflection de Sylvie Courvoisier et avec Susie Ibarra.
- 2003 : John Zorn's Cobra.
- 1997 : Great jewish music : Serge Gainsbourg, interprète Pauvre Lola de Serge Gainsbourg